# Пер-Егіл Фло
Пер-Егіл Фло (норв. Per Egil Flo, нар. 18 січня 1989, Стрюн) — норвезький футболіст, захисник клубу «Молде». Володар Кубка Норвегії. 
Племінник гравця збірної Норвегії 1990-х та 2000-х Говарда Фло, також знаходиться у родинних зв'язках з Туре Андре Фло, Йостейном Фло та Ярлом Фло.

## Клубна кар'єра
У дорослому футболі дебютував 2005 року виступами за команду клубу «Согндал», в якій провів сім сезонів, взявши участь у 155 матчах чемпіонату. 
До складу клубу «Молде» приєднався влітку 2013 року. 

## Виступи за збірні
2004 року дебютував у складі юнацької збірної Норвегії, взяв участь у 38 іграх на юнацькому рівні, відзначившись 5 забитими голами.
2009 року залучався до складу молодіжної збірної Норвегії. На молодіжному рівні зіграв у 3 офіційних матчах.

## Статистика виступів

### Статистика клубних виступів
Станом на 1 січня 2014 року
| Сезон               | Клуб                | Чемпіонат           | Чемпіонат | Чемпіонат | Національний кубок | Національний кубок | Національний кубок | Континентальні кубки | Континентальні кубки | Континентальні кубки | Суперкубки | Суперкубки | Суперкубки | Усього | Усього |
| Сезон               | Клуб                | Ліга                | Ігор      | Голів     | Ліга               | Ігор               | Голів              | Ліга                 | Ігор                 | Голів                | Ліга       | Ігор       | Голів      | Ігор   | Голів  |
| ------------------- | ------------------- | ------------------- | --------- | --------- | ------------------ | ------------------ | ------------------ | -------------------- | -------------------- | -------------------- | ---------- | ---------- | ---------- | ------ | ------ |
| 2006                | «Согндал»           | 1Д                  | 15        | 0         | КН                 | 2                  | 0                  | -                    | -                    | -                    | -          | -          | -          | 17     | 0      |
| 2007                | «Согндал»           | 1Д                  | 12        | 0         | КН                 | 0                  | 0                  | -                    | -                    | -                    | -          | -          | -          | 12     | 0      |
| 2008                | «Согндал»           | 1Д                  | 29+2      | 3+0       | КН                 | 4                  | 1                  | -                    | -                    | -                    | -          | -          | -          | 35     | 4      |
| 2009                | «Согндал»           | 1Д                  | 26+1      | 0         | КН                 | 2                  | 0                  | -                    | -                    | -                    | -          | -          | -          | 29     | 0      |
| 2010                | «Согндал»           | 1Д                  | 28        | 2         | КН                 | 4                  | 0                  | -                    | -                    | -                    | -          | -          | -          | 32     | 2      |
| 2011                | «Согндал»           | ТЛ                  | 29        | 0         | КН                 | 3                  | 1                  | -                    | -                    | -                    | -          | -          | -          | 32     | 1      |
| 2012                | «Согндал»           | ТЛ                  | 16        | 0         | КН                 | 0                  | 0                  | -                    | -                    | -                    | -          | -          | -          | 16     | 0      |
| січ.-лип. 2013      | «Согндал»           | ТЛ                  | 11        | 0         | КН                 | 3                  | 0                  | -                    | -                    | -                    | -          | -          | -          | 14     | 0      |
| Усього за «Согндал» | Усього за «Согндал» | Усього за «Согндал» | 166+3     | 5+0       |                    | 18                 | 2                  |                      | -                    | -                    |            | -          | -          | 184    | 7      |
| лип.-грд. 2013      | «Молде»             | ТЛ                  | 8         | 0         | КН                 | 1                  | 0                  | ЛЧ+ЛЄ                | 0                    | 0                    | -          | -          | -          | 9      | 0      |
| Усього              | Усього              | Усього              | 174+3     | 5+0       |                    | 19                 | 2                  |                      | 0                    | 0                    |            | -          | -          | 196    | 7      |

## Титули і досягнення
- Володар Кубка Норвегії (1):

«Молде»:  2013